# 570国道
570国道，又称永昌连接线公路，是中华人民共和国的一条国道，起点位于金昌市，终点位于永昌县，全长63公里。

## 途经地区
| 地区名             | 里程 |
| ------------------ | ---- |
| 甘肃省金昌市       | 0    |
| 甘肃省金昌市永昌县 | 63   |